# Opatství Subiaco
Územní opatství Subiaco je územní opatství benediktinského řádu v Laziu založené v 6. století svatým Benediktem. Nachází se v obci Subiaco a jeho mužská komunita žije na dvou místech: v klášteře sv. Scholastiky a v klášteře sv. Benedikta (Sacro Specco). Katedrálou územního opatství je kostel sv. Scholastiky.

## Farnosti
Roku 2002 bylo od územního opatství odloučeno 28 farností; v rámci územního opatství zůstala jen jediná, fungující při katedrále sv. Scholastiky (pro ponechání statusu územního opatství).